# 15e division d'infanterie (Royaume-Uni)
La 15e division d'infanterie (Scottish) est une division de l'armée de terre britannique qui participe aux Première et Seconde Guerre mondiale dans les deux guerres sur le front de l'Ouest. Elle est dissoute une première fois à la fin de la Première Guerre mondiale puis réactivée au cours de la Seconde Guerre mondiale.

## Chefs de corps
- 1915 - 1917 : Lieutenant-général Frederick McCracken (en)
- 30 janvier - 17 juin 1941 : Lieutenant-général Oliver Leese
- 17 juin 1941 - 14 mai 1942 : Lieutenant-général Philip Christison
- 14 mai 1942 - 14 août 1943 : D C Bullen-Smith
- 27 août 1943 - 5 août 1944 : Général Gordon Holmes Macmillan
- 5 août 1944 - 1945 : Lieutenant-général Colin Muir Barber (en)

## Première Guerre mondiale

### Historique
La 15e division est une unité de la Nouvelle Armée créée par Kitchener, formée en septembre 1914. Elle appartient au groupe d'armée K2, elle est transférée en France en juillet 1915 et passe la durée de la Première Guerre mondiale sur le front occidental.

#### 1915
- Bataille de Loos

#### 1916
- bataille de la Somme

Bataille de Pozières
Bataille de Flers-Courcelette
Bataille du Transloy

#### 1917
- Bataille d'Arras
- Bataille de Passchendaele

#### 1918
- Bataille de Bapaume
- Bataille d'Arras
- Seconde bataille de la Marne

### Composition
44e brigade :
- 8e (Service) Bataillon, the Seaforth Highlanders
- 9e (Service) Bataillon, the Gordon Highlanders (jusqu'en janvier 1915)
- 10e (Service) Bataillon, the Gordon Highlanders (fusionné avec le 8e Gordon Highlanders en mai 1916)
- 8/10e (Service) Bataillon, the Gordon Highlanders (de mai 1916 à juin 1918)
- 9e (Service) Bataillon, the Black Watch (jusqu'en février 1918)
- 4/5e Bataillon, the Black Watch (à partir de juin 1918)
- 1/5e (Buchan and Formartine) Bataillon, the Gordon Highlanders (à partir de juin 1918)
- 7e (Service) Bataillon, the Queen's Own Cameron Highlanders (de janvier 1915 à juin 1918)

En mai 1916, les 8e et 10e bataillons du Gordon Highlanders fusionnent pour former le 8/10e Bataillon.
45e brigade :
- 13e (Service) Bataillon, the Royal Scots (Lothian Regiment)
- 6e (Service) Bataillon, the Queen's Own Cameron Highlanders
- 6/7e (Service) Bataillon, the Royal Scots Fusiliers (jusqu'en février 1918)
- 1/8e (The Argyllshire) Bataillon, the Argyll & Sutherland Highlanders (à partir de juin 1918)
- 11e (Service) Bataillon, the Argyll & Sutherland Highlanders (jusqu'en juin 1918)

Le 7e bataillon des Royal Scots Fusiliers est un des premiers bataillons de la brigade. Il fusionne avec le 6e Bataillon en mai 1916 pour former le Bataillon 6/7e.
46e brigade :
- 10e (Service) Bataillon, the Cameronians (Scottish Rifles)
- 12e (Service) Bataillon, the Highland Light Infantry (jusqu'en février 1918)
- 7e (Service) Bataillon, the King's Own Scottish Borderers (fusionné avec le 8e Bataillon en mai 1916)
- 8e (Service) Bataillon, the King's Own Scottish Borderers (fusionné avec le 7e Bataillon en mai 1916)
- 1/4e (Ross Highland) Bataillon, the Seaforth Highlanders (de novembre 1915 à janvier 1916)
- 1/4e Bataillon, the Suffolk Regiment (de novembre 1915 à février 1916)
- 9e (Service) Bataillon, the Black Watch (de février 1918 à mai 1918)
- 1/9e (Highlanders) Bataillon, the Royal Scots (Lothian Regiment) (à partir de juin 1918)
- 10/11e (Service) Bataillon, the Highland Light Infantry (de mai 1916 à février 1918)

## Seconde Guerre mondiale

### Historique
La division est une division de l'armée territoriale, c'est le doublon de la 52e division britannique (Lowland) et sert durant la Seconde Guerre mondiale. Elle fait partie du 8e corps commandé par le lieutenant-général Sir Richard O'Connor et combat en Normandie, elle finit la guerre sur l'Elbe.

#### Opération Epsom
L'opération Epsom est une attaque britannique destinée à déborder et capturer la ville de Caen lors de la bataille de Normandie. Elle n'a pas atteint son objectif global, mais contraint les Allemands à abandonner leurs plans offensifs et bloque la plupart des unités blindées allemandes à un rôle défensif.
Pour être certain d'anticiper toute attaque allemande, l'opération Epsom est lancée le 26 juin. Bien que sous le feu des pièces de la 12e SS Panzer division Hitlerjugend, la 15e division d'infanterie et la 31e brigade blindée réussissent à parcourir 6,44 km (4 miles) sur le flanc gauche de l'attaque. À la suite de cette attaque la 43e (Wessex) division d'infanterie gagne également du terrain.
Le 27 juin, après avoir repoussé des contre-attaques blindées, la 15e division gagne plus de terrain et capture un pont sur la rivière Odon. La 11e division blindée traverse et capture la colline 112, un mile au sud-est. Cette pénétration profonde alarme le commandement allemand et le général Hausser est obligé d'utiliser ses unités pour contenir et éliminer le saillant allié. Les contre-attaques des blindés allemands du 27 juin au 1er juillet sont repoussées et la tête de pont sur l'Odon est renforcée. Les pertes allemandes, notamment en véhicules blindés, indiquent que la possibilité de contre-offensive allemande est éliminée. Cette opération permet de maintenir la majeure partie de l'armée allemande encore en Normandie autour de Caen permettant aux troupes américaines de capturer Cherbourg.

#### Cote 112, opération Jupiter
Les forces britanniques composées de la 15e division écossaise, de la 11e division blindée, de la 43e (Wessex) division d'infanterie et de la 53e division galloise. Ces forces et les tanks des 7e et 9e régiments de chars royaux (Royal Tanks) soit environ 63 000 hommes combattent dans cette zone pendant sept semaines.
La première bataille de la colline 112 est menée à la fin de l'opération Epsom. Les chars de la 11e division blindée ne peuvent élargir la tête de pont de 2e bataillon d'Argyll and Sutherland Highlanders à Tourmauville. La cote 112 est un objectif intermédiaire pour le franchissement de l'Orne, le 23e régiment de hussard se maintient sur la colline avec difficultés devant la réaction allemande.
L'attaque principale sur la colline 112 est stratégiquement conçue pour fixer les panzers allemands et tactiquement pour gagner du terrain sur la tête de pont à Tourmauville. Les défenseurs allemands réussissent à survivre à un bombardement naval, à une attaque aérienne et des tirs d'artillerie et tiennent leur position appuyés par des chars Tigre du 101e bataillon SS Panzer lourd. Ces tanks puissants, armés de canon de 88 mm, assurent protection et puissance de feu à l'infanterie et surclassent les chars britanniques Churchill et les chars américains Sherman.
Même si la colline n'est pas capturée et devient un no man's land entre les deux armées, les villages environnants sont capturés. Le point essentiel est l'utilisation de la 9e Panzerdivision SS Hohenstaufen dans la bataille alors qu'elle est censée former une réserve opérationnelle pour une contre-attaque éventuelle. L'opération Jupiter est malgré tout un succès stratégique.
En août 1944, lors du déclenchement de l'Opération Cobra par l'armée américaine, les Allemands se retirent de la cote 112. La 53e division galloise occupe la cote 112 pratiquement sans combat. Lors de cette période, les pertes britanniques s'élèvent à 25 000 hommes et à 500 chars.

#### OpérationsBluecoatetEnterprise
L'opération Bluecoat correspond à l'attaque de la 2e armée britannique lors de la bataille de Normandie, du 30 juillet 1944 au 7 août 1944. Les objectifs de l'attaque sont de sécuriser le carrefour clé de Vire et les hauteurs du Mont Pinçon. Stratégiquement, l'attaque est réalisée pour soutenir l'exploitation américaine de leur percée sur le flanc ouest de la tête de pont de Normandie. Le général commandant la 2e armée britannique Miles Dempsey place une partie de ses troupes à l'ouest vers Villers-Bocage à côté de l'armée américaine. initialement Dempsey prévoit d'attaquer le 2 août, mais la progression américaine le force à avancer la date au 30 juillet. Les troupes britanniques sont opposées à deux divisions d'infanterie allemandes affaiblies au sud et à l'est de Caumont-l'Éventé. Elles mettent en place de vastes champs de mines et construisent des défenses importantes et occupent un terrain idéal pour la défense, le bocage.
La 15e division écossaise se bat ensuite à Caumont, lors de la traversée de la Seine, sur la tête de pont de Gheel, à Best, à Tilbourg, à Meijel, à Blerwick, à Broekhuizen, lors du franchissement de la Meuse et du Rhin.
La division se distingue lors du franchissement de l'Elbe (Opération Enterprise) le 29 avril 1945. Cette opération est dirigée par le brigadier Derek Mills-Roberts du 1er Brigade de commando. La division combat ensuite sur la Baltique et capture Lübeck et Kiel. La 15e division écossaise est la seule division de l'armée britannique de la Seconde Guerre mondiale impliquée dans trois des six principaux franchissements de rivières, la Seine, le Rhin et l'Elbe.
Le 10 avril 1946, la 15e division écossaise est finalement dissoute. Ses pertes au combat - tués, blessés et disparus - s'élèvent à 11 772 hommes.

### Composition
44e brigade d'infanterie (Lowland) :
- 8e Bataillon, the Royal Scots
- 6e Bataillon, the Royal Scots Fusiliers
- 6e Bataillon, the King's Own Scottish Borderers

46e brigade d'infanterie (Highland) :
- 9e Bataillon, the Cameronians (Scottish Rifles)
- 2e Bataillon, the Glasgow Highlanders
- 7e Bataillon, the Seaforth Highlanders

227e brigade d'infanterie (Highland) :
- 10e Bataillon, the Highland Light Infantry
- 2e Bataillon, the Gordon Highlanders
- 2e Bataillon, the Argyll & Sutherland Highlanders

Unités divisionnaires de soutien :
- 64e (Queen's Own Royal Glasgow Yeomanry) régiment anti-char, Royal Artillery jusqu'en mars 1942
- 102e (Northumberland Hussars) régiment anti-char, Royal Artillery de 1944 à 1945
- 1er bataillon de mitrailleurs Middlesex.
- 15e Régiment de reconnaissance écossais de 1943 à 1946
- 1er Brigade Commando (19 avril 1945 à la fin de la Seconde Guerre mondiale)